# Ekki Göpelt
Ekkehard Göpelt, detto Ekki (Nerchau, 1º gennaio 1945 – Berlino, 25 febbraio 2016), è stato un cantante, conduttore televisivo e conduttore radiofonico tedesco.
Iniziò la sua carriera televisiva alla fine degli anni sessanta e quella discografica all'inizio degli anni settanta. Cantante dedito principalmente al genere Schlager, fu interprete di oltre 100 canzoni e tra i suoi brani di maggiore successo, figurano Frag' Frau Schmidt e ...begrabt mich in der Kneipe.
In sua memoria è stato istituito da Radio B2, emittente radiofonica per cui lavorava, il Premio Ekki Göpelt.

## Biografia
Ekkehard Göpelt nasce a Nerchau, in Sassonia il 1º gennaio 1945.
Dopo aver insegnato tedesco e musica, nel 1969, fa il debutto sul piccolo schermo, conducendo il programma Herzklopfen kostenlos..
Due anni dopo, inizia la anche la sua carriera discografica, con l'uscita di vari singoli, ma bisognerà attendere il 1988 per veder uscire il suo primo album, album che si intitola Ich bleib am Ball .
Nel 2014, per festeggiare il suo 70º compleanno, pubblica l'album Musik ist mein Leben.
Muore a Berlino giovedì 25 febbraio 2016 per i postumi di un'operazione chirurgica, all'età di 71 anni.

## Discografia parziale

### Album
- 1988: Ich bleib am Ball
- 1992: Voll drauf
- 1994: Zeit zum Glücklichsein
- 1995: Ich liebe das Leben
- 2000: Vielen Dank
- 2007: Mein Leben für den Schlager
- 2010: Fühl dich wohl in deinem Leben
- 2012: Ich bin so froh, wenn es dir gut geht

## Programmi televisivi
- Herzklopfen kostenlos (1969)